# Courts métrages et documentaires réalisés par Brian De Palma
Les courts métrages et documentaires réalisés par Brian De Palma sont principalement tournés durant ses années de formation à  l'université Columbia et au Sarah Lawrence College. Certains de ses courts métrages annoncent ses longs métrages. Il réalise, après la fin de ses études, des documentaires institutionnels en vue de financer ses premiers longs métrages et réalisé The Responsive Eye, un documentaire ironique, lors d'une exposition Op Art.
Brian De Palma est par ailleurs l'auteur d'un clip, celui du morceau Dancing in the Dark (1984) pour Bruce Springsteen mais n'a pas souhaité persister dans cette voie, considérant qu'un clip n'est jamais que de la publicité.

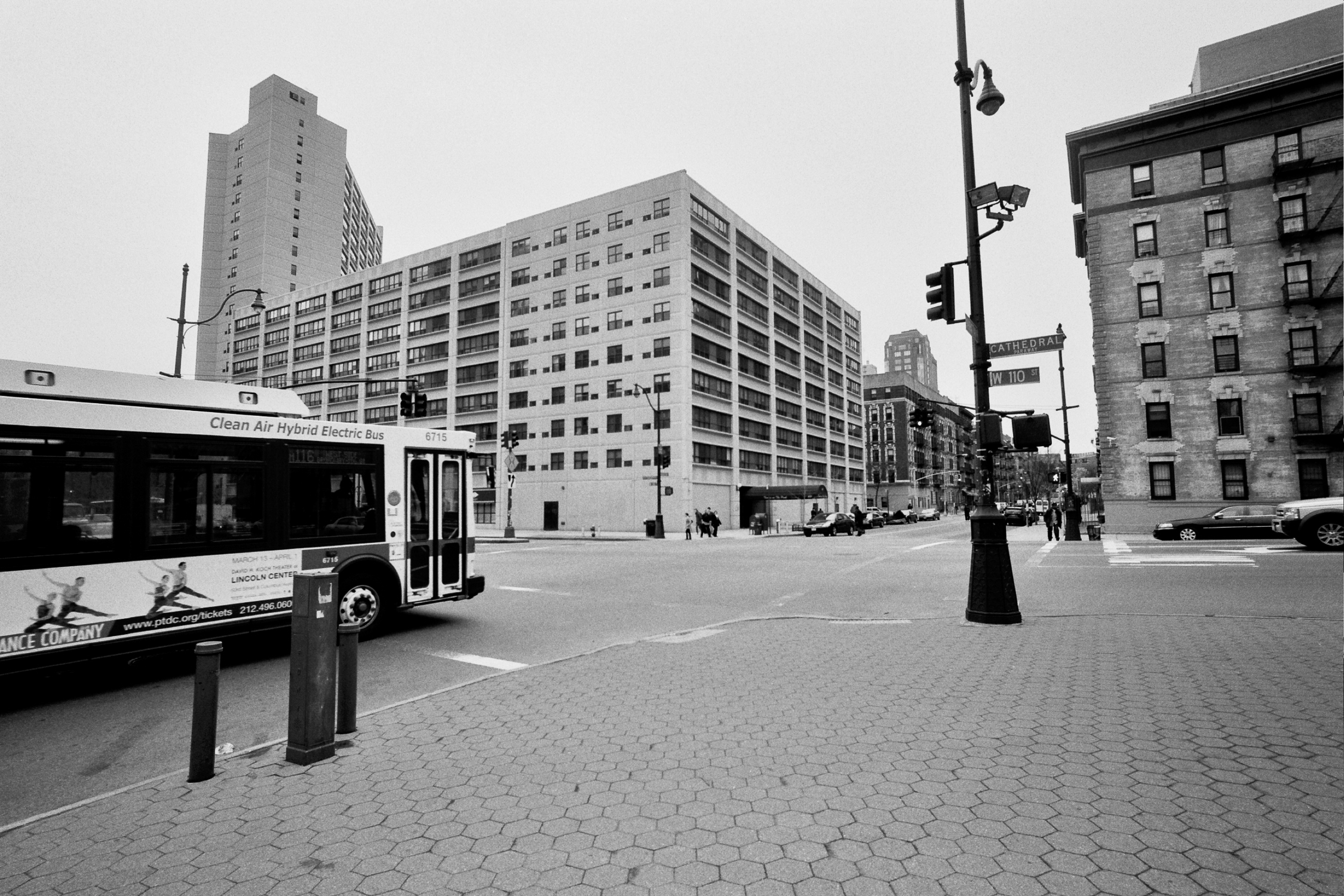
Le croisement entre la Ouest et Manhattan avenue. C'est sur la que Brian De Palma se fait planter par l'équipe de Icarus dont il ne devait être que chef opérateur, et qu'il décide de réaliser ce qui va être son premier film.

## Courts métrages de fiction
Brian De Palma estime dans les années 2000 que, ses deux premiers films, Icarus et 660124: The Story of an IBM Card étaient « comme les premiers poèmes qu'on écrit à l'école » : « prétentieux [...] et maladroits ». En revanche il considère que Woton's Wake est son meilleur court métrage, drôle et absolument pas « académique ». Brian De Palma considère néanmoins ses courts-métrages comme tellement peu intéressants cinématographiquement qu'il a refusé qu'ils soient diffusés lors de la rétrospective qui lui a été consacrée en 2001 au Centre Georges-Pompidou en rétorquant que ces films allaient faire « fuir tout le monde. »

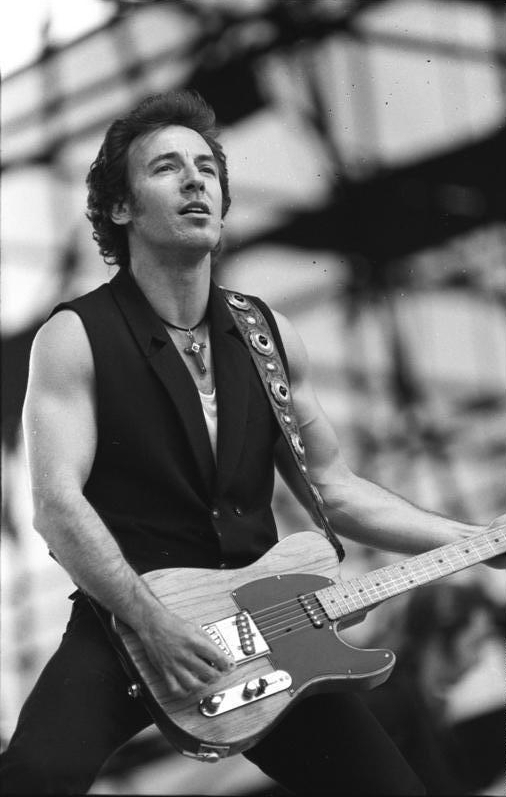
Bruce Springsteen dans les années 1980

Brian De Palma a déclaré qu'aucun des courts-métrages qu'il a réalisés durant ses études n'a été financé par les établissements où il étudiait : ce sont « des films totalement indépendants [qu'il a] produits [lui]-même en trouvant de l'argent un peu partout, notamment en faisant des petits boulots, en empruntant, en suppliant, en volant ! ».

### Icarus

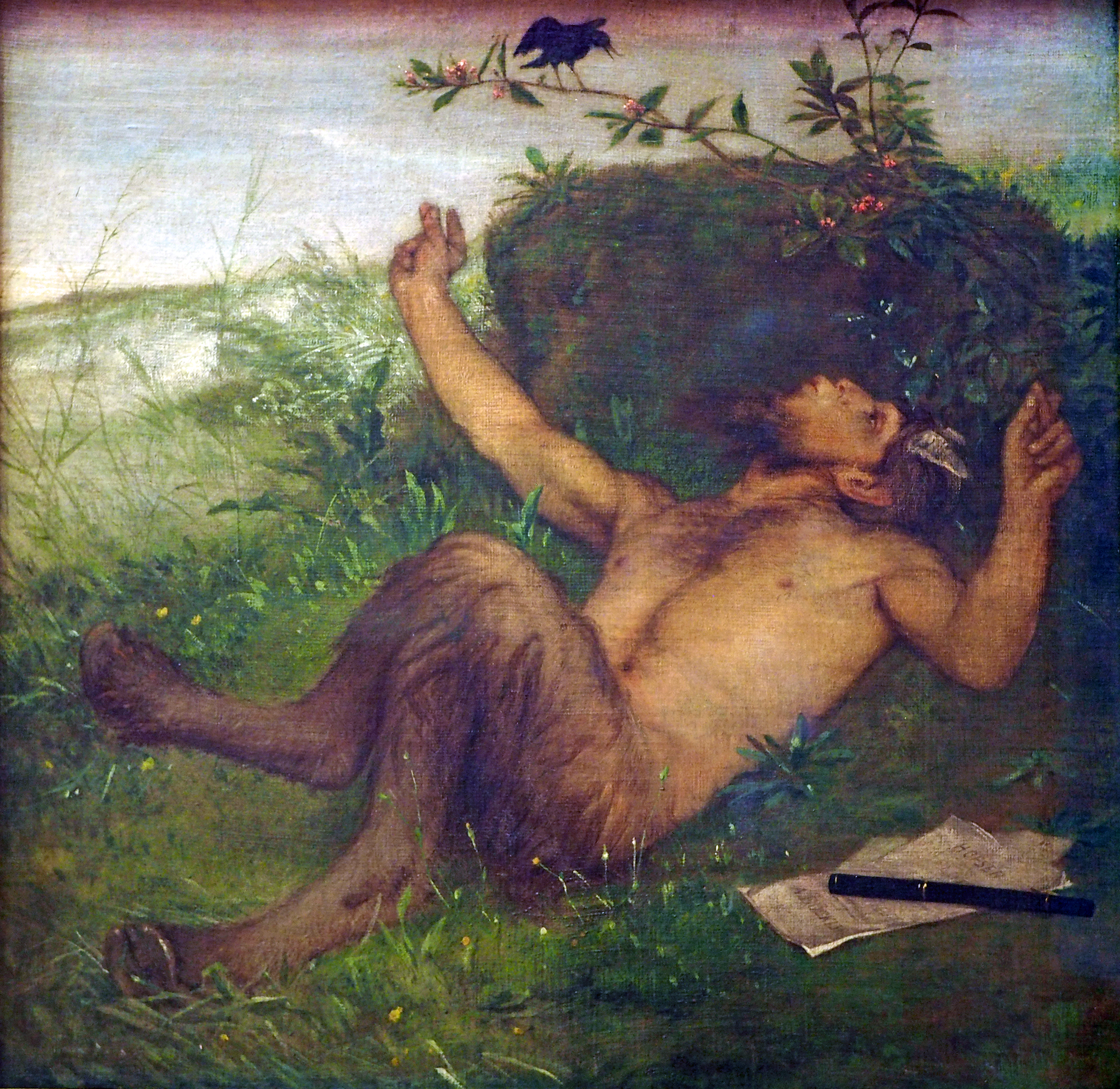
Le dieu Pan peint par Arnold Böcklin, Faun einer Amsel zupfeifend

Icarus est le premier court métrage de Brian De Palma, réalisé en 1960 durant ses études à l'Université Columbia. Le réalisateur considère qu'il annonce, « dans une certaine mesure », son film Dionysus in '69 qui sera tourné en 1969.
Synopsis
Le dieu Pan arrive à New York, il sort d'une bouche de métro. Il décide d'embêter les gens dont la vie est trop installée, des personnes qui marchent sur des fils. Il fait tomber une jeune fille de son fil et elle devient folle.
Fiche technique
- Film en noir et blanc.
- Durée : environ 40 minutes[4]

Projet et réalisation
Le film doit à l'origine être réalisé par Eugene Marner, un condisciple de De Palma à Columbia. Brian De Palma participe à ce projet étudiant au titre de chef opérateur, étant assez fort en technique et possédant sa propre caméra. Lors du tournage d'une scène sans autorisation, à 2 heures du matin, sur la 110e rue, une altercation éclate entre De Palma et Charlene, la petite amie de Marner et sœur de celle de De Palma. Elle reproche à ce dernier de ne pas avoir voté pour une pièce que soutenait Marner pour le spectacle de fin d'année à Columbia. L'équipe finit par partir, laissant De Palma seul avec le comédien. Il décide de réaliser le film.

### 660124: The Story of an IBM Card
660124: The Story of an IBM Card est le deuxième court métrage de Brian De Palma, réalisé en 1961. Il a déclaré en 2001 qu'il s'agissait d'un film très influencé par Ingmar Bergman qui parle de déterminisme, symbolisé par la carte IBM. Il dit aussi qu'il s'agissait d'un film assez prétentieux et qu'il ne s'en souvient plus très bien. Les acteurs sont Jared Martin, qui était le colocataire de De Palma à Columbia et jouera dans ses films The Wedding Party et Murder à la mod, et Christina Callaghan, une actrice étudiante du Sarah Lawrence College. Le film est « alourdi de symboles » mais, selon de Palma, meilleur techniquement que son premier court métrage.
Synopsis

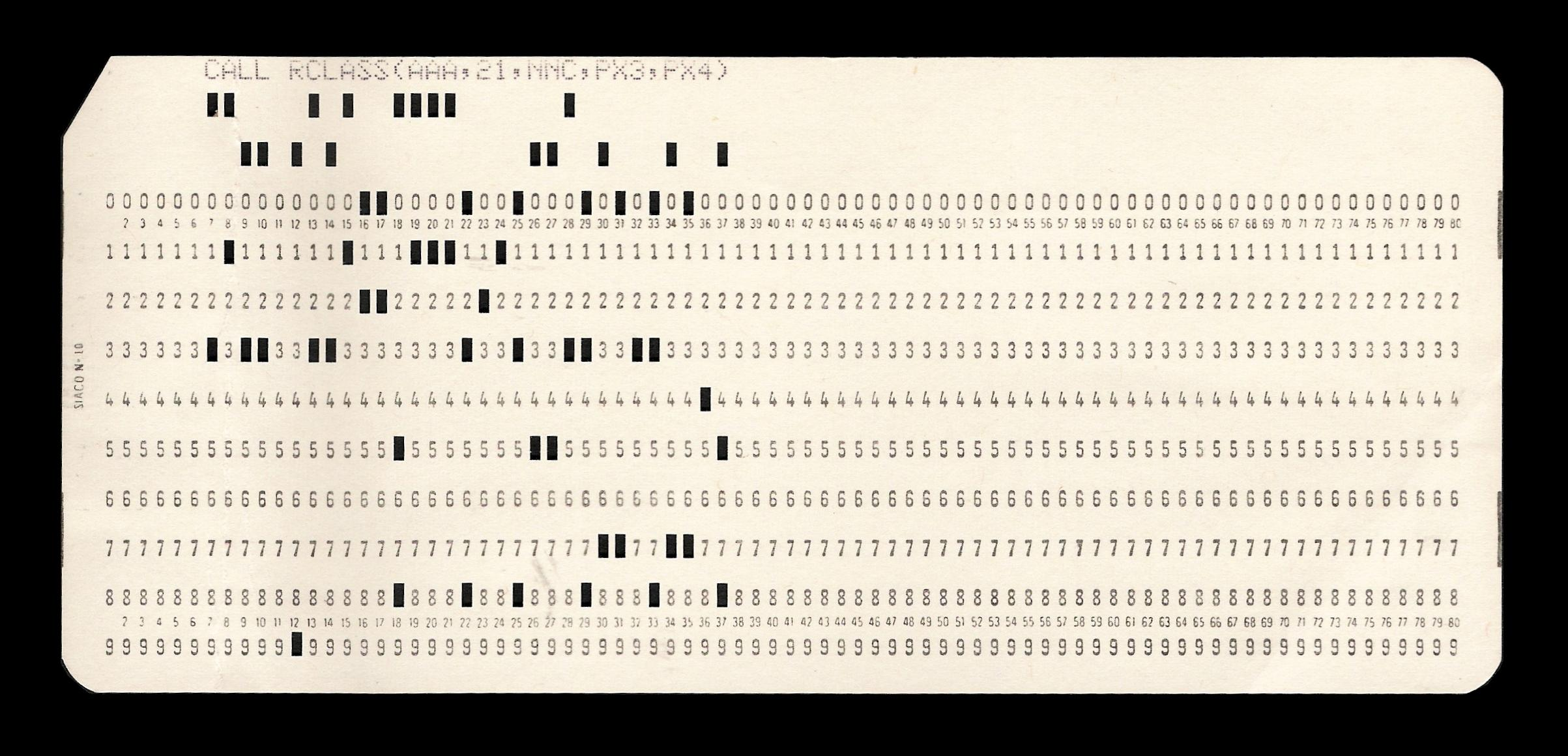
Une carte perforée informatique

Il s'agit d'une histoire avec trois personnages, dont un est un peintre qui se laisse dépérir, un autre est la Mort. Le peintre est épuisé par sa propre création.
Distribution et fiche technique
- Jared Martin
- Christina Callaghan
- Film en noir et blanc.

### Woton's Wake
Woton's Wake (ou Wotan's Wake), tourné en 1962, est le troisième court métrage de Brian De Palma et celui qu'il considère comme le meilleur. Le film remporte plusieurs prix, notamment celui de la fondation Rosenthal pour le « meilleur film réalisé par un cinéaste de moins de 25 ans. » L'intitulé du prix décrit le réalisateur comme « un talent américain ayant une prédisposition originale à la satire. »
Grâce à ce prix, De Palma pourra, par la suite, financer ses premiers longs métrages. Il place dans Woton's Wake, beaucoup de références aux films qu'il découvre à l'époque comme La dolce vita ou Le Septième Sceau. Le film est tourné de manière « très spontanée », avec peu de moyens et une équipe composée d'étudiants. C'est sa première collaboration avec William Finley qui jouera dans plusieurs de ses films par la suite, notamment Phantom of the Paradise. Brian De Palma estime dans les années 2000 que, contrairement à ses deux premiers films qu'il juge « plus prétentieux, plus lourds et maladroits », Woton's Wake, est drôle et absolument pas « académique ».
Synopsis
Une sculpture prend vie. Son auteur la poursuit afin qu'elle redevienne sculpture. Des images de films célèbres apparaissent en arrière-plan. Le film se termine sur une explosion nucléaire.
Distribution et fiche technique
- William Finley : Woton
- Robin Brooks
- Norma Green
- Grania Gurievitch
- Eleonora Harvey
- Francis Hoeber
- Burnell MacKelly : le joueur d'échecs
- Barbara Marcon
- Musique : John Herbert McDowell

### Jennifer
Jennifer est un court métrage de fiction tourné en 1964. Le scénario est de Bruce Joel Rubin.
Distribution
- Jennifer Salt
- Scott Ghamon

## Films institutionnels et documentaires
Après la fin de ses études, Brian De Palma fonde avec un ami, Kenny Burrows, une petite maison de production pour produire des films institutionnels et des documentaires afin de gagner suffisamment d'argent pour produire un long métrage.

### Mod
Mod est un long métrage inachevé tourné en 1964 sur des groupes de rock anglais. Tourné en partie en Angleterre, il suit des groupes comme The Who ou The Animals ainsi que la première tournée américaine des Rolling Stones. Par manque d'argent il ne sera jamais terminé.

### Bridge That Gap
Bridge That Gap est un documentaire réalisé en 1965 pour le NAACP. Première des deux commandes qui Burrows et De Palma réaliseront, il s'agit d'un film sur les logements sociaux des Noirs à La Nouvelle-Orléans.

### Show Me a Strong Town and I'll Show You a Strong Bank
Show Me a Strong Town and I'll Show You a Strong Bank, documentaire réalisé en 1966, est une commande du département du Trésor des États-Unis. Ce film suit un inspecteur qui fait des visites de contrôle surprise aux banques.
Voyant comme les portes s'ouvrent devant lui, a fortiori parce qu'il est accompagné d'une équipe de tournage, Brian De Palma aura l'idée, des années plus tard d'un scénario intitulé Nazi Gold. Il raconte l'histoire de cambrioleurs qui volent une banque suisse en tournant un film publicitaire sur cet établissement. Ils dérobent ainsi l'or que les nazis ont pris aux juifs durant la Seconde Guerre mondiale. Ce film, jamais tourné, aurait dû être réalisé en 1999, après Snake Eyes.

### The Responsive Eye
The Responsive Eye est un court métrage documentaire que Brian De Palma réalise lors d'une exposition Op Art en 1966 au Musée d'art moderne de New York. Le vernissage ainsi que des entretiens avec des artistes sont filmés pour ce documentaire, tout comme un entretien « ironique et même irrévérencieux » avec Rudolf Arnheim, critique d'art et professeur de De Palma au Sarah Lawrence College. Brian De Palma s'intéresse à l'art contemporain sans que ce type de peinture l'émeuve réellement et il souhaite y montrer les artistes comme des gens normaux et non comme des « monstres sacrés. » Il souhaite aussi profiter de ce que la plupart de ces artistes ont de l'humour à propos de leurs œuvres et qu'ils peuvent tenir un discours que ne paraitra pas « pontifiant. » Selon le réalisateur, le film a rencontré un certain succès et a été couronné par plusieurs prix.
Intervenants
- William Seitz : conservateur
- Rudolf Arnheim : Critique d'art
- Irving H. Leopold : ophtalmologiste
- Huntington Hartford
- Philip Johnson : architecte
- Larry Aldrich (en) : collectionneur
- Pamela Tiffin : actrice
- Marisol : actrice

- Les artistes :
  - David Hockney
  - Jeffrey Steele (en)
  - Mon Levinson
  - Al Lesley
  - Josef Albers
  - Richard Anuszkiewicz
  - Larry Rivers

## Clip:Dancing in the Dark
Dancing in the Dark est un clip réalisé par Brian De Palma pour un morceau de 1984 de Bruce Springsteen. C'est le seul clip tourné par Brian De Palma.
Brian De Palma a déclaré qu'il l'avait réalisé « pour rendre service à Bruce Springsteen » : il s'agit de la première vidéo du chanteur, débutée avec un autre réalisateur dont il s'est séparé. C'est Jon Landau, le manager de Springsteen, qui connait De Palma et a l'idée de le contacter. Le réalisateur écoute quelques morceaux du chanteur et l'imagine faisant monter sur scène une jeune femme qu'il aurait choisie dans le public. Il recycle ainsi une idée qu'il avait eue pour le film qu'il n'a pas pu tourner sur le groupe The Doors : Fire. L'actrice choisie est Courteney Cox dont c'est la première apparition à l'écran.
Brian De Palma n'a pas réalisé d'autres véritables clips, considérant que ce type de vidéos n'est jamais que la de publicité. Il s'en trouve néanmoins un pour le morceau Relax de Frankie Goes to Hollywood intégré à son film Body Double. Le clip aurait dû être réellement exploité sur les chaînes de télévision mais le groupe ne l'a pas aimé et en a fait réaliser un autre.